# Алберт Пинкас
Алберт Пинкас е български певец (тенор и кантор) и изпълнител на шлагери – „стари градски песни“ от 1930-те и 1940-те години.

## Биография
Роден е в Русе през 1897 г. Произхожда от богатия еврейски род Паскин. Роднина е на известния художник Жул Паскин (Юлиус/Юлий Мордекай Пинкас). Изпратен е в ранна възраст да учи за равин в Духовната еврейска академия в Берлин.
Вместо това се увлича по популярната шлагерна музика.  Първоначално изпълнява популярни за времето песни с български превод. Превръща се в звезда от ранга на Аспарух Лешников, като изпълнява редица шлагерни песни като „Звън от мандолина" (1930), „Две съседки" (1931), „Две целувки за лев" (1932), „Аз неизказано страдая" (1933), „Стар ерген" (1934), „Лудо младо" (1934), „Белите брези" (1934), „Държавната лотария" (1936, първата българска радиореклама), „С музика вълшебна" (1937). Има издадени над 14 грамофонни плочи само с еврейска музика.
Създава фирмата „Лифа рекорд“ през 1931 г., която по-късно е национализирана и обединена с други частни звукозаписни компании в Държавно индустриално предприятие „България“ (по-късно „Балкантон“).
През 1941 г. се преселва в Италия. Умира в Милано през 1967 г.